# Elisabeth Gloy
Elisabeth „Lola“ Gloy (* 6. April 1915 in Hamburg; † 4. Dezember 1985 ebenda) war eine deutsche Feldhockeyspielerin.

## Werdegang
Elisabeth Gloy, geborene Lohse, stammt aus Hamburg. Da sie sich von Jugend an für den Hockeysport interessierte, wurde sie Mitglied des Harvestehuder THC, der seit den 1930er- bis in die frühen 1970er-Jahre zu den deutschen Spitzenvereinen im Hockeysport gehörte und der zeitweise fast in jedem Jahr Deutscher Meister oder Deutscher Vizemeister im Feldhockey wurde. Zu Ende der 1930er-Jahre gehörte sie – noch unter ihrem Mädchennamen Lohse – zu den Stammspielerinnen ihres Vereins. Mit ihm wurde sie in den Jahren 1942, 1943, und 1944 Deutsche Meisterin im Feldhockey.
Auch nach dem Krieg setzte sie, nun unter dem Ehenamen Gloy, ihre Spielerkarriere in der ersten Damenhockeymannschaft beim THC Harvestehude fort. Sie wurde 1950 und 1951 erneut mit ihrem Verein Deutsche Meisterin im Feldhockey.
Außerhalb der Wettbewerbe um die deutsche Hockeymeisterschaft wurde Elisabeth Gloy auch international eingesetzt. 1937 wurde sie in die deutsche Frauennationalmannschaft berufen, in der sie – zunächst unter dem Namen Lohse, später unter dem Namen Gloy – in der Zeit von 1937 bis 1953 sechs Mal für Deutschland spielte.
Am 19. April 1951 wurde sie zusammen mit den anderen Spielerinnen des Harvestehuder Tennis- und Hockey-Clubs vom damaligen Bundespräsident Theodor Heuss mit dem Silbernen Lorbeerblatt ausgezeichnet.
Elibsaeth Gloy verstarb 70-jährig in ihrer Geburtsstadt und wurde am 30. Dezember 1985 auf dem Friedhof Ohlsdorf beigesetzt. Die Grabstelle ist nicht erhalten.